# カンザス・シティ (映画)
『カンザス・シティ』（原題：Kansas City）は、1996年に公開されたフランス・アメリカ合作の犯罪映画。ロバート・アルトマン監督、ジェニファー・ジェイソン・リー、ミランダ・リチャードソン、ハリー・ベラフォンテ出演。

## ストーリー
1934年のカンザスシティ、ブロンディ・オハラの夫ジョニー・オハラは、黒人ギャングのボスであるセルダム・シーンが経営するジャズ・クラブの客、シープシャン・レッドから金を奪ったためセルダムに捕らえられる。ブロンディは夫を取り戻すため、フランクリン・ルーズベルト大統領の顧問であるヘンリー・スティルトンの妻キャロリンを誘拐し、ジョニーを解放させようとする。

## キャスト
| 役名                         | 俳優                           | 日本語吹替 |
| ---------------------------- | ------------------------------ | ---------- |
| ブロンディ・オハラ           | ジェニファー・ジェイソン・リー | 岡村明美   |
| キャロリン・スティルトン     | ミランダ・リチャードソン       | 山像かおり |
| セルダム・シーン             | ハリー・ベラフォンテ           | 大塚周夫   |
| ヘンリー・スティルトン       | マイケル・マーフィー           | 石波義人   |
| ジョニー・オハラ             | ダーモット・マローニー         | 平田広明   |
| ジョニー・フリン             | スティーヴ・ブシェミ           | 麻生智久   |
| ベイブ・フリン               | ブルック・スミス               | 湯屋敦子   |
| ネティ・ボルト               | ジェーン・アダムス             | 佐藤しのぶ |
| アディ・パーカー             | ジェフ・フェリンガ             | 相沢恵子   |
| シープシャン・レッド         | A・C・トニー・スミス           | 中庸助     |
| ”ブルー”グリーン             | マーティン・マーティン         | 乃村健次   |
| チャーリー・パーカー         | アルバート・J・バーンズ        |            |
| パール・カミングス           | アジア・ミグノン・ジョンソン   | 大坂史子   |
| ジョン・ラジア               | ジョー・ディジローラモ         | 仲野裕     |
| ベン・ウェブスター           | ジェームス・カーター           |            |
| レスター・ヤング             | ジョシュア・レッドマン         |            |
| コールマン・ホーキンス       | クレイグ・ハンディ             |            |
| ジョー・ジョーンズ           | ヴィクター・ルイス             |            |
| メアリー・ルー・ウィリアムス | ジェリ・アレン                 |            |
| カウント・ベイシー           | サイラス・チェスナット         |            |

- 本作には、1930年代に活躍していたジャズプレーヤー役で現役のプレーヤーが出演し、演奏を披露している。
- 吹替その他：中澤やよい、北川勝博、斉藤周、星野充昭、佐々木誠二、小野美幸
- デジタルリマスター版DVDには吹替版は収録されていない。

## スタッフ
- 監督・製作：ロバート・アルトマン
- 製作総指揮：スコット・ブシュネル
- 脚本：ロバート・アルトマン、フランク・バーハイト
- 音楽：ハル・ウィルナー
- 撮影：オリヴァー・ステイプルトン
- 編集：ジェラルディン・ペローニ

日本語版スタッフ
吹替版
- 演出：佐藤敏夫
- 翻訳：関口暁子
- 調整：重光秀樹
- 録音：KSSスタジオ
- 制作：ケイエスエス